# تیم ملی هندبال نپال
تیم ملی هندبال نپال نمایندهٔ کشور نپال در مسابقات بین‌المللی ورزش هندبال است.